# The Astral Sleep
The Astral Sleep drugi je studijski album švedskog gothic metal-sastava Tiamat. Album je 1. rujna 1991. godine objavila diskografska kuća Century Media Records.

## O albumu
Nakon objave žestokog death/doom, ponekad klasificiranog kao black metal albuma prvijenca Sumerian Cry, frontmen Johan Edlund najavio je kako će idući Tiamatov album biti konceptualan. Na albumu je grupa prvi put koristila klavijature i čišći zvuk gitare. Kad je album bio objavljen, kritičari su uspoređivali stil grupe s gothic metal stilom Paradise Losta te su istaknuli i utjecaje skupina Venom i King Diamond. Album je bio snimljen u Dortmundu, sjedištu tada nove diskografske kuće Century Media Records. Producent albuma Waldemar Sorychta također je odsvirao jednu gitarsku solističku dionicu na pjesmi "Ancient Entity".
S tekstualnog gledišta pjesme ovog albuma, iako se i dalje gotovo u potpunosti usredotočuju na sotonizam, govore i o ezoteričnijim i introspektivnijim temama.
Godine 2006. album je ponovno bio objavljen s dvije bonus pjesme preuzete sa singla "A Winter Shadow" iz 1990. godine.

## Popis pjesama
Tekstovi: Johan Edlund, osim pjesme "Mountain of Doom" koju je napisao s Thomasom Peterssonom. 
| 1.    | »Neo Aeon« (instrumental)      |                                    | 2:09 |
| 2.    | »Lady Temptress«               | Edlund, Petersson                  | 3:44 |
| 3.    | »Mountain of Doom«             | Edlund, Petersson                  | 4:37 |
| 4.    | »Dead Boys' Choir«             | Petersson                          | 1:53 |
| 5.    | »Sumerian Cry (Part III)«      | Edlund                             | 5:16 |
| 6.    | »On Golden Wings«              | Petersson, Edlund, Niklas Ekstrand | 4:59 |
| 7.    | »Ancient Entity«               | Edlund                             | 6:17 |
| 8.    | »The Southernmost Voyage«      | Petersson                          | 3:12 |
| 9.    | »Angels Far Beyond«            | Edlund                             | 4:42 |
| 10.   | »I Am the King (...of Dreams)« | Ekstrand                           | 4:34 |
| 11.   | »A Winter Shadow«              | Edlund, Petersson                  | 5:24 |
| 12.   | »The Seal« (instrumental)      |                                    | 1:53 |
| 48:40 |                                |                                    |      |

| Bonus pjesme s reizdane inačice | Bonus pjesme s reizdane inačice                                | Bonus pjesme s reizdane inačice | Bonus pjesme s reizdane inačice | Bonus pjesme s reizdane inačice | Bonus pjesme s reizdane inačice | Bonus pjesme s reizdane inačice | Bonus pjesme s reizdane inačice | Bonus pjesme s reizdane inačice | Bonus pjesme s reizdane inačice |
| Br.                             | Skladba                                                        | Trajanje                        |                                 |                                 |                                 |                                 |                                 |                                 |                                 |
| ------------------------------- | -------------------------------------------------------------- | ------------------------------- | ------------------------------- | ------------------------------- | ------------------------------- | ------------------------------- | ------------------------------- | ------------------------------- | ------------------------------- |
| 13.                             | »A Winter Shadow« (inačica pjesme sa singla "A Winter Shadow") | 5:25                            |                                 |                                 |                                 |                                 |                                 |                                 |                                 |
| 14.                             | »Ancient Entity« (inačica pjesme sa singla "A Winter Shadow")  | 5:54                            |                                 |                                 |                                 |                                 |                                 |                                 |                                 |
| 59:59                           |                                                                |                                 |                                 |                                 |                                 |                                 |                                 |                                 |                                 |

## Recenzije
Eduardo Rivadavia, glazbeni kritičar sa stranice AllMusic, dodijelio je albumu četiri od pet zvjezdica te je komentirao: "Švedski je Tiamat napravio nevjerojatan zavoj učenja godinu dana nakon objave njegovog debitantskog albuma što je rezultiralo odličnim The Astral Sleepom iz 1991. godine. Kratki sintesajzerski instrumentali ("Neo Aeon" i "The Seal") započinju i zaključuju album, pripremaju pozornicu za novu sposobnost grupe za uključivanjem pozadinskih klavijaturističkih tekstura (koje često podsjećaju na anđeoski zbor) čak i na njenim najagresivnijim death metal pjesmama. Vokalist Johan Edlund već je počeo mijenjati svoje groktaje u hrapavo režanje (pravo će pjevanje uslijediti) te je njegov način skladanja originalan i raznolik u odličnim skladbama poput "Mountain of Doom", "Lady Temptress" i višestrukoj "A Winter Shadow". Akustična gitara započinje inače bijesne "On Golden Wings" i "The Southernmost Voyage" (još jedan vrhunac) te sastav konačno malo mlati na skladbama "Ancient Entity" i "I Am the King (...of Dreams)."
Frank Albrecht, recenzent časopisa Rock Hard, opisao je album "pravim iznenađenjem" te je izjavio da je sastav "svojim novim zvucima uspio pridobiti mnogo različitih obožavatelja. Čudnovatosti ovog albuma već počinju čudnovatim Tiamatovim gotičkim gitarskim zvukom, koji do tada nije koristila niti jedna druga skupina. Dodajte k tome agresivne, a opet melankolične vokale frontmena Johana i čudan ritam skladbi...". Albumu je dodijelio devet od deset bodova.

## Zasluge
| Tiamat - Johan Edlund – vokali, gitara - Thomas Petersson – gitara - Jörgen Thullberg – bas-gitara - Niklas Ekstrand – bubnjevi Dodatni glazbenici - Waldemar Sorychta – gitara (na pjesmi "Ancient Entity"), produkcija - Jonas Malmsten – klavijature | Ostalo osoblje - Lutz Kampert – fotografija - Dirk Rudolph – omot albuma, dizajn - Kristian Wåhlin – naslovnica - Siggi Bemm – inženjer zvuka - Rolf Figura – inženjer zvuka |